# Дамјан Југовић
Дамјан Југовић је био најстарији (по неким изворима и најмлађи) од девет браће Југовића, синова Југ Богдана који је био таст Лазара Хребељановића (Кнеза Лазара), и брат кнегиње Милице. Сам Дамјан као личност се ни по чему нарочито није издвајао од своје осморо браће, већ је у народу познат кроз легенду о свом коњу Зеленку (Дамјанов Зеленко), који је читаву годину дана након Косовског боја и погибије свих десет Југовића па самим тим и Дамјана вриштао и жалио свог господара.